# 帕达尔·伊尔迪科
帕达尔·伊尔迪科（匈牙利語：Pádár Ildikó，1970年4月19日—），匈牙利女子手球运动员。她曾代表匈牙利参加1996年和2000年夏季奥林匹克运动会手球比赛，共获得一枚银牌和一枚铜牌。